# Шоссе 40 (Израиль)
Шоссе 40 (ивр. כביש 40‎, англ. Highway 40) — одно из самых длинных израильских шоссе (287,5 километра).
Это второе по протяженности шоссе в Израиле, после шоссе 90. Шоссе проходит из Кфар-Савы в центре Израиля до долины Арава на юге страны, и выступает в качестве основного шоссе, связывающего центр страны с южными районами.

## Описание шоссе
Шоссе начинается с пересечения с шоссе 90 около кибуца Кетура, который находится примерно 50 км к северу от Эйлата, как двухполосное неразделённое шоссе. Затем оно продолжается на север, проходя через горы в южном Негеве. Шоссе спускается в кратер Рамон, пересекает его, а затем поднимается на 250 метров вдоль Маале ха-Ацмаут и достигает города Мицпе-Рамон. От Мицпе-Рамон шоссе продолжается вдоль авиабазы Рамон и Сде-Бокер.
Участок между Кетурой и Сде-Бокер считается ландшафтным маршрутом, и многие водители используют этот маршрут при поездке в Эйлат, поскольку он обеспечивает больше достопримечательностей и пейзажей в пути, в отличие от шоссе 90, которое считается более безопасным и быстрым.
От Сде-Бокер шоссе продолжается вдоль многочисленных в прошлом бедуинских поселений и вдоль промышленной зоны Рамат-Ховав. Между перекрёстками Нокдим и Горал, шоссе становится восточной объездной дорогой вокруг города Беэр-Шева, а также обходит Омер и бедуинские города Сагиб аль-Салам и Тель-Шева. От перекрёстка Горал шоссе становится четырехполосным и разделённым, проходя города Лехавим, Рахат и Кирьят-Гат.
К северу от Кирьят-Малахи, шоссе 40 соединяется с шоссе 3 за 4 км до перекрёстка Реем. Этот короткий участок имеет 6 полос (по три в каждом направлении). Затем шоссе продолжается в виде четырёхполосной дороги, проходя через города Гедера и Реховот, а также мимо авиабазы Тель-Ноф. Между перекрёстками Мацлиах и Гешер Лод шоссе является восточной объездной в обход городов Рамле и Лод.
От перекрёстка Эль-Аль шоссе поворачивает налево в сторону международного аэропорта имени Бен-Гуриона и сразу направо на кольцевую развязку. Там шоссе понижает свой размер до 2 полос до перекрёстка Таасия Авирит, где оно вновь становится четырёхполосным. Далее шоссе продолжается через город Петах-Тиква, обходит Од ха-Шарон и заканчивается на пересечении с шоссе 55 в Кфар-Саве.

## Планы
Компания «Национальные дороги Израиля» планирует расширить шоссе и улучшить его. Планируется добавление к маршруту в северной части новой объездной дороги к востоку от Петах-Тиквы. Запланированный маршрут объезда с юга от развязки Яркон, подключится к существующей трассе южнее перекрестка Сиркин. Далее планируется завершение расширения до 2 полос в обоих направлениях вдоль предприятий аэрокосмической промышленности.
Кроме того, планируется модернизировать объездную дорогу, проходящую через восточную часть города Беэр-Шева. В 2007 году началось планирование развязок по этому маршруту и компания «Национальные дороги Израиля» объявила, что работа будет включать в себя строительство двух новых развязок, которые будут завершены в 2010—2012 годах.

## Перекрёсткииразвязки
| Километр | Название                                                      | Тип | Расположение        | Пересечение дорог       |
| -------- | ------------------------------------------------------------- | --- | ------------------- | ----------------------- |
| 0        | ивр. צומת קטורה‎ (перекресток Кетура)                          |     | Кетура              | Шоссе 90                |
| 10       | ивр. צומת סמדר‎ (перекресток Смадар)                           |     | Неот Смадар         | Городская улица         |
| 12       | ивр. צומת שיזפון‎ (перекресток Шезафон)                        |     | Шезафон             | Шоссе 12                |
| 26       | ивр. צומת שיטים‎ (перекресток Шитим)                           |     | Шитим               | Городская улица         |
| 38       | ивр. צומת ציחור‎ (перекресток Цихор)                           |     | Негев               | Шоссе 13                |
| 81       | ивр. צומת מכתש רמון‎ (перекресток Махтеш Рамон)                |     | Махтеш Рамон        | Городская улица         |
| 90       | ивр. צומת מצפה רמון‎ (перекресток Мицпе Рамон)                 |     | Мицпе-Рамон         | Городская улица         |
| 95       | ивр. צומת הרוחות‎ (перекресток ха-Рохот)                       |     | Мицпе-Рамон         | Шоссе 171               |
| 117      | ивр. צומת ציפורים‎ (перекресток Ципорим)                       |     | Рамат-Ципорим       | Городская улица         |
| 121      | ивр. צומת מדרשת בן-גוריון‎ (перекресток Мидрешет Бен-Гурион)   |     | Мидрешет Бен-Гурион | Городская улица         |
| 125      | ивр. צומת שדה בוקר‎ (перекресток Сде-Бокер)                    |     | Сде-Бокер           | Городская улица         |
| 125.5    | ивр. צומת חלוקים‎ (перекресток Халуким)                        |     | Халуким             | Шоссе 204               |
| 140      | ивр. צומת טללים‎ (перекресток Тлалим)                          |     | Тлалим              | Шоссе 211               |
| 143      | ивр. צומת משאבים‎ (перекресток Машавим)                        |     | Мошавей-Саде        | Шоссе 222               |
| 152      | ивр. צומת הנגב‎ (перекресток ха-Негев)                         |     | ха-Негев            | Шоссе 224               |
| 156      | ивр. צומת רמת בקע‎ (перекресток Рамат-Кева)                    |     | Рамат-Кева          | Въезд в Рамат-Кева      |
| 160.5    | ивр. צומת רמת חובב‎ (перекресток Рамат-Ховав)                  |     | Рамат-Ховав         | Въезд в Рамат-Ховав     |
| 163      | ивр. צומת מסעודין אל-עזאזמה‎ (перекресток Мисудин аль-Азазама) |     | аль-Азазама         | Въезд в аль-Азазама     |
| 167      | ивр. צומת הנוקדים ‎ (перекресток Нокдим)                       |     | Беэр-Шева           | Шоссе 406               |
| 172      | ивр. צומת שרה‎ (перекресток Сара)                              |     | Беэр-Шева           | Шоссе 25                |
| 176      | ивр. צומת חטיבת הנגב‎ (перекресток Хативат ха-Негев)           |     | Тель-Шева           | Шоссе 60                |
| 176.5    | ивр. צומת תל שבע‎ (перекресток Тель-Шева)                      |     | Тель-Шева           | Шоссе 60                |
| 184.5    | ивр. צומת גורל‎ (перекресток Горал)                            |     | Гиват-Горал         | Шоссе 406               |
| 191      | ивр. צומת להבים‎ (перекресток Лехавим)                         |     | Лехавим             | Шоссе 31                |
| 197      | ивр. צומת דבירה‎ (перекресток Двира)                           |     | Двир                | Автодорога 3255         |
| 200      | ивр. צומת קמה‎ (перекресток Кама)                              |     | Бейт-Кама           | / Шоссе 293 / Шоссе 264 |
| 209      | ивр. מחלף מאחז‎ (развязка Маахаз)                              |     | Бейт-Кама           | Шоссе 6                 |
| 214      | ивр. צומת אחוזם‎ (перекресток Ахузам)                          |     | Ахузам              | Местная дорога          |
| 216      | ивр. צומת איתן‎ (перекресток Эйтан)                            |     | Эйтан               | Автодорога 3403         |

## Виды шоссе 40

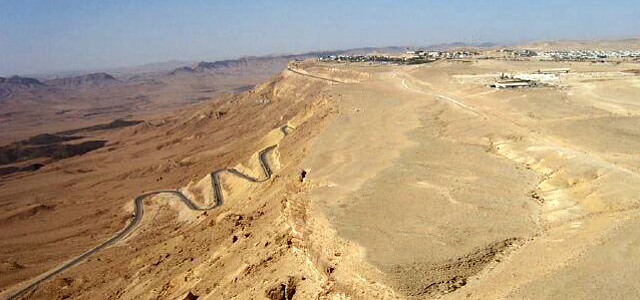
Вид на шоссе в районе кратера Мицпе-Рамон
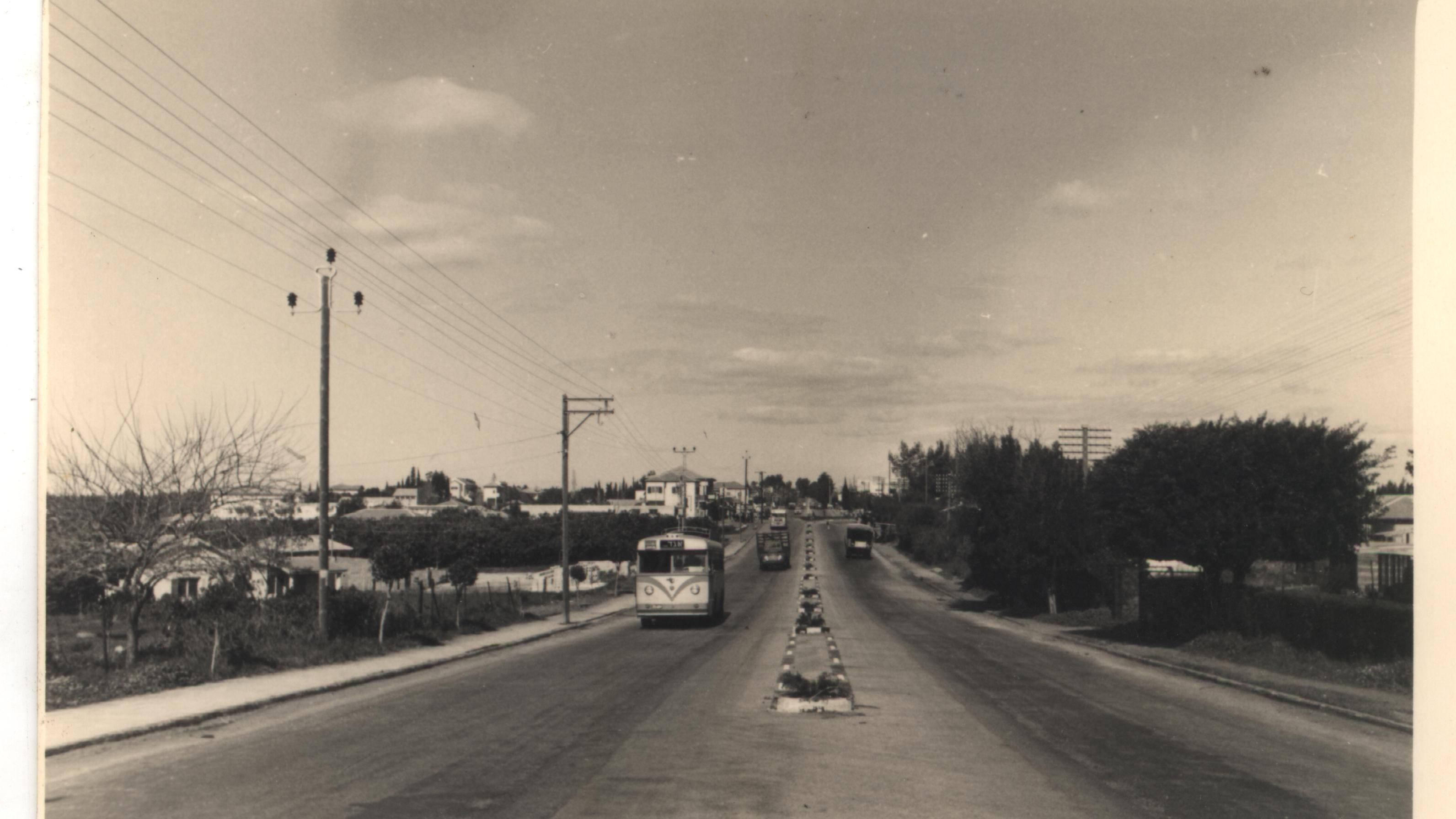
1940-е годы
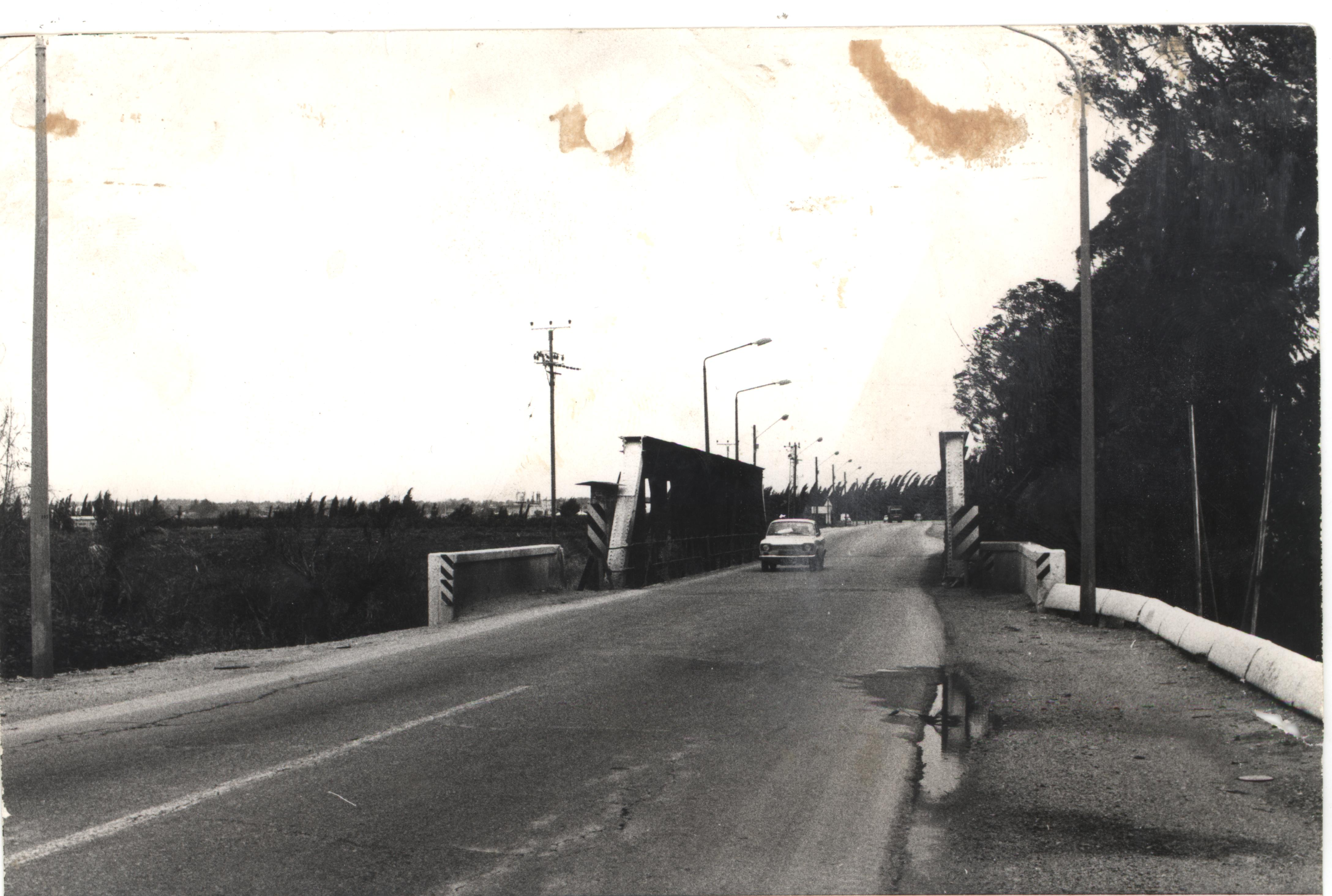
1950-е годы
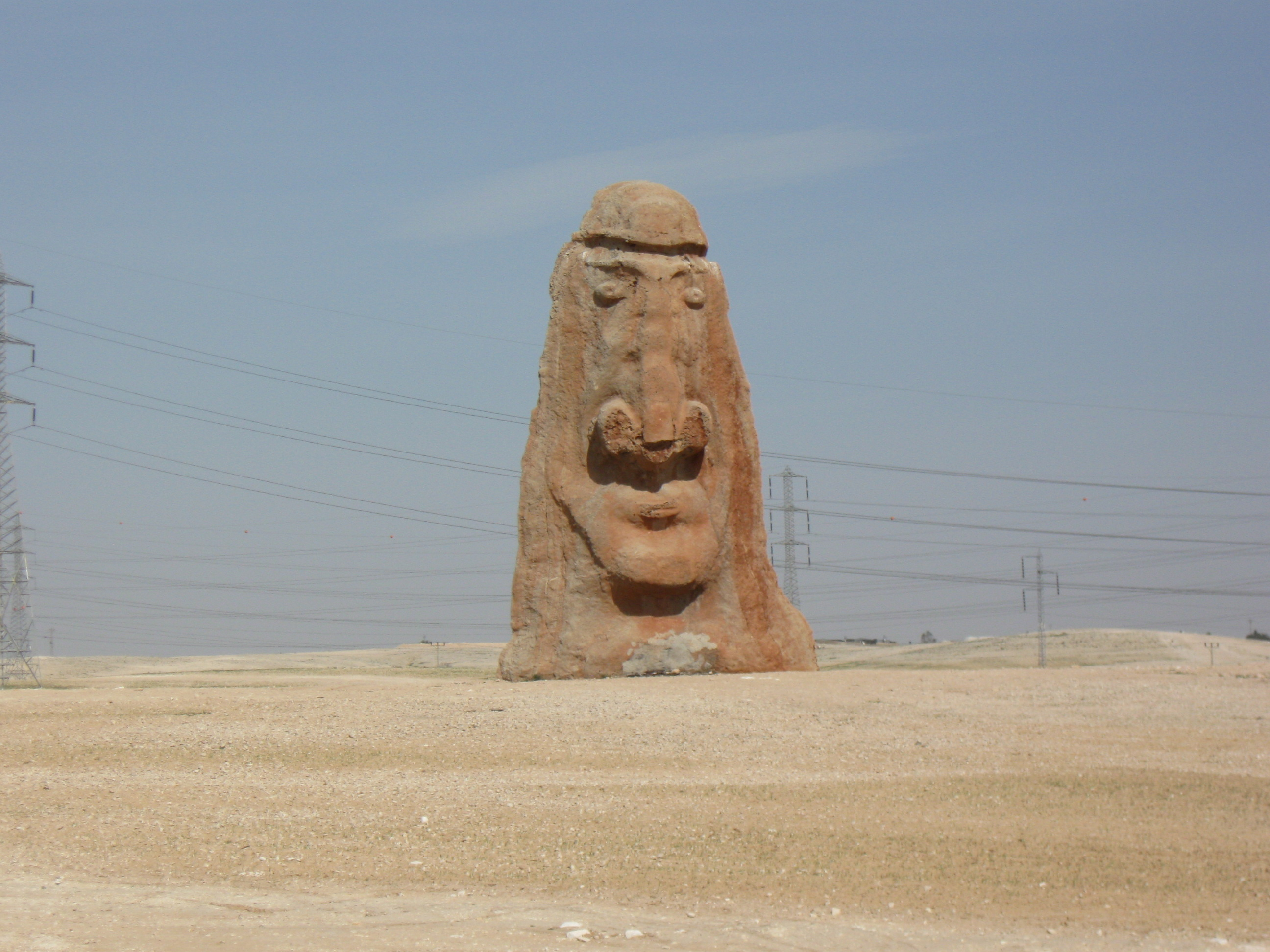
Вид с шоссе 40 около Рамат-Ховев